# 벽라춘

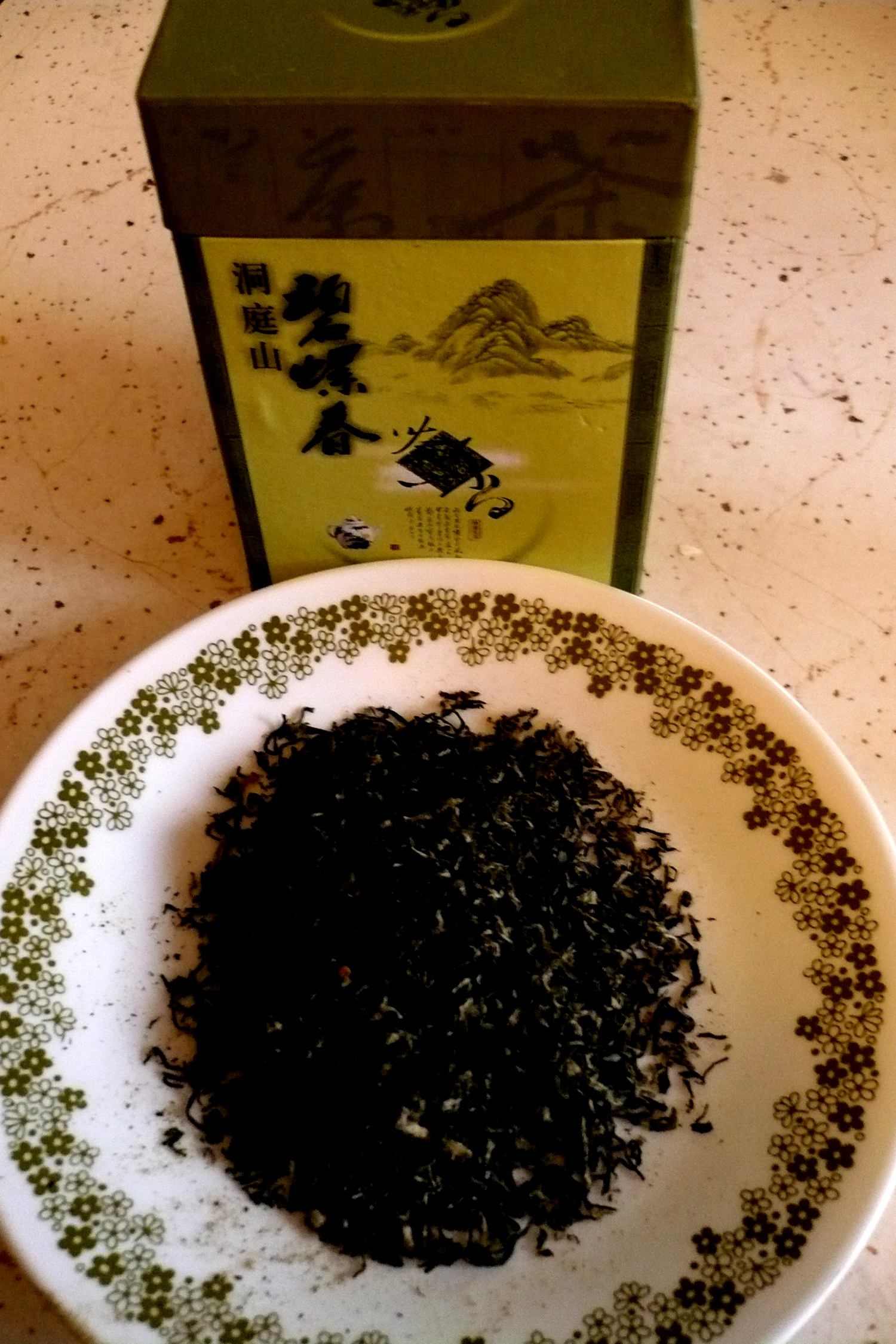
벽라춘

벽라춘(중국어: 碧螺春, 병음: Bìluóchūn 비뤄춘[*])은 중국의 10대 명차 중 하나로, 장쑤성 쑤저우시 타이후 인근에 위치한 둥팅 산(洞庭山)에서 생산하는 녹차이다. 채엽 시기는 춘분에서 곡우 사이이며 새싹을 이용해 만든다. 특히 청명 이전에 딴 찻잎으로 만든 벽라춘은 '동정 벽라춘'(洞庭 碧螺春)이라고 부르며 최고 등급으로 여긴다. 녹차치고 화려한 향이 특징이며, 외형은 구불구불 말린 찻잎에 솜털이 많은 형태를 하고 있다.